# 이대영 (1889년)
이대영(李大永, 일본식 이름: 가이토 다카토모(海東孝朋), 1889년 8월 20일 ∼ 1976년 3월 31일)은 일제강점기와 대한민국의 군인으로, 본적은 서울특별시 용산구 주성동이며 아명은 이호영(李昊永)이다.

## 생애
대한제국 육군무관학교에 1909년에 입학했지만 같은해 학교가 폐지되면서 일본으로 유학을 떠났으며 1910년 일본 중앙유년학교에 입학했다. 1912년 일본 제국 육군 제11사단 보병 제12연대에서 사관후보생으로 근무했고 1914년 일본 육군사관학교를 제26기로 졸업했다.
일본 제국 육군 소위로 복무 중이던 1921년 일본의 시베리아 개입에 가담했으며 1926년 일본 정부로부터 훈6등 서보장(瑞寶章)을 받았다. 1926년부터 1933년까지 조선군 제19사단 소속으로 함경북도에서 복무했고 1933년 일본 정부로부터 훈5등 서보장을 받았다.
1934년 조선군사령부 소속으로 복무했으며 일본군 육군 소좌로 복무 중이던 1937년 조선군사후원연맹 주최로 열린 시국대강연회 강사로 활동했다. 1937년부터 1939년까지 경성부 내무과 촉탁으로 일했고 1940년부터 1943년까지 경성부 육군병지원자후원회(陸軍兵志願者後援會)에 참여하면서 조선인을 대상으로 한 병력 동원을 선전, 선동했다.
1943년 11월 임시특별지원병제도 종로익찬위원회(臨時特別支援兵制度 鐘路翼贊委員會)에 참여하면서 조선인을 대상으로 한 병력 동원을 선전, 선동했으며 1944년 국민총력조선연맹 평의원으로 선출되었다. 이러한 경력으로 인해 민족문제연구소의 친일인명사전 수록자 명단의 군 부문과 친일반민족행위진상규명위원회가 발표한 친일반민족행위 705인 명단에 포함되었다.
한국 전쟁 당시에 대한민국 육군에 입대한 뒤 육군 준장으로 복무했으며 1951년 전라남도 계엄민사부장을 역임했다. 1960년 5월 4일부터 1960년 7월 15일까지 제7대 대한민국 재향군인회 회장을 역임했다.

## 참고자료
- 친일반민족행위진상규명위원회 (2009). 〈이대영 (李大永)〉. 《친일반민족행위진상규명 보고서 Ⅳ-12》. 서울. 335~350쪽.